# Pont des Droits-de-l'Homme (Mont-de-Marsan)
Le pont des Droits-de-l'Homme (anciennement pont du Commerce) est un ouvrage d'art situé sur la commune de Mont-de-Marsan, dans le département français des Landes. Il est le premier pont franchissant le cours de la Midouze.

## Présentation
Le pont relie la place Joseph-Pancaut au quartier de Saint-Jean-d'Août. Situé dans le centre géographique de la ville, il offre en direction de l'amont un des plus beaux points de vue sur la confluence de la Douze et du Midou, la minoterie de Mont-de-Marsan et les quartiers historiques. En direction de l'aval, la vue porte sur les anciens quais et entrepôts du port de Mont-de-Marsan, et plus loin, sur le quartier Rigole et les hauteurs de Saint-Pierre-du-Mont. À son débouché sur la rive droite de la Midouze se situent la maison de l'ancien maire Ferdinand de Candau au n°1 du boulevard éponyme et au n°2, la rotonde de la Vignotte (1814) et la villa Mirasol (1912).

### Nom
Pendant les 170 premières années de son existence, ce pont est dénommé pont du Commerce, en raison de sa proximité avec la place du même nom. Puis en sa séance du 27 novembre 2002, le conseil municipal le rebaptise pont des Droits-de-l'Homme. Cette nouvelle appellation est inaugurée le 10 décembre 2002, jour anniversaire de la proclamation de la Déclaration universelle des droits de l'homme, le 10 décembre 1948.

### Historique
Le développement des différents faubourgs de Mont-de-Marsan, ville promue chef-lieu de département en 1790, rend nécessaire la construction d'un ouvrage de franchissement de la Midouze. Un premier projet est étudié en 1811. Repris en 1817, il faut attendre 1833 pour qu'il aboutisse à la construction d'un premier pont à péage à cet endroit.
Premier pont
Ce premier ouvrage est en bois de chêne. Doté de quatre piles en eau et des culées en pierre, il est construit sous la direction de François-Xavier de Silguy, ingénieur en chef des ponts et chaussée. Les travaux sont adjugés à Joseph Marrast, issu d'une riche famille de négociants de la ville, qui perçoit aussi les droits de passage des usagers à compter du 1" avril 1834, date de sa mise en service. Le quai tout proche sur la rive droite de la Midouze prend peu de temps après le nom de Quai Silguy . Vétuste, le pont est emporté par une crue puis remplacé en 1869.
Pont actuel
Le nouvel ouvrage, construit à partir de 1868 sur des plans de M. de Forignan, architecte de la ville, est celui que nous connaissons de nos jours. Pont maçonné à deux arches, il est surélevé de 1,30 mètre par rapport au pont primitif pour le mettre à l'abri des crues de la rivière. Ses tympans sont ornés des armoiries de la ville et l'un d'eux porte sa date de construction : 1869. Le tablier est long de 59 mètres. Sa largeur  est agrandie en 1970 afin de porter la chaussée de 4,90 mètres à 7 mètres de large et de l'équiper de deux trottoirs de 1,50 m de largeur chacun. L'inauguration a lieu le 13 décembre 1970.

### Événements
Le 6 octobre 1913, le pont est décoré pour accueillir le cortège du président de la République Raymond Poincaré en visite pour les fêtes présidentielles. Une porte monumentale formée de pins maritimes gemmés dotés de pots de résine est installée. Son fronton indique en gascon « Pas adichats, mai aou rebese (pas adieu mais aurevoir)  » et « Bibe lou Presidén ! (vive le président !) ».

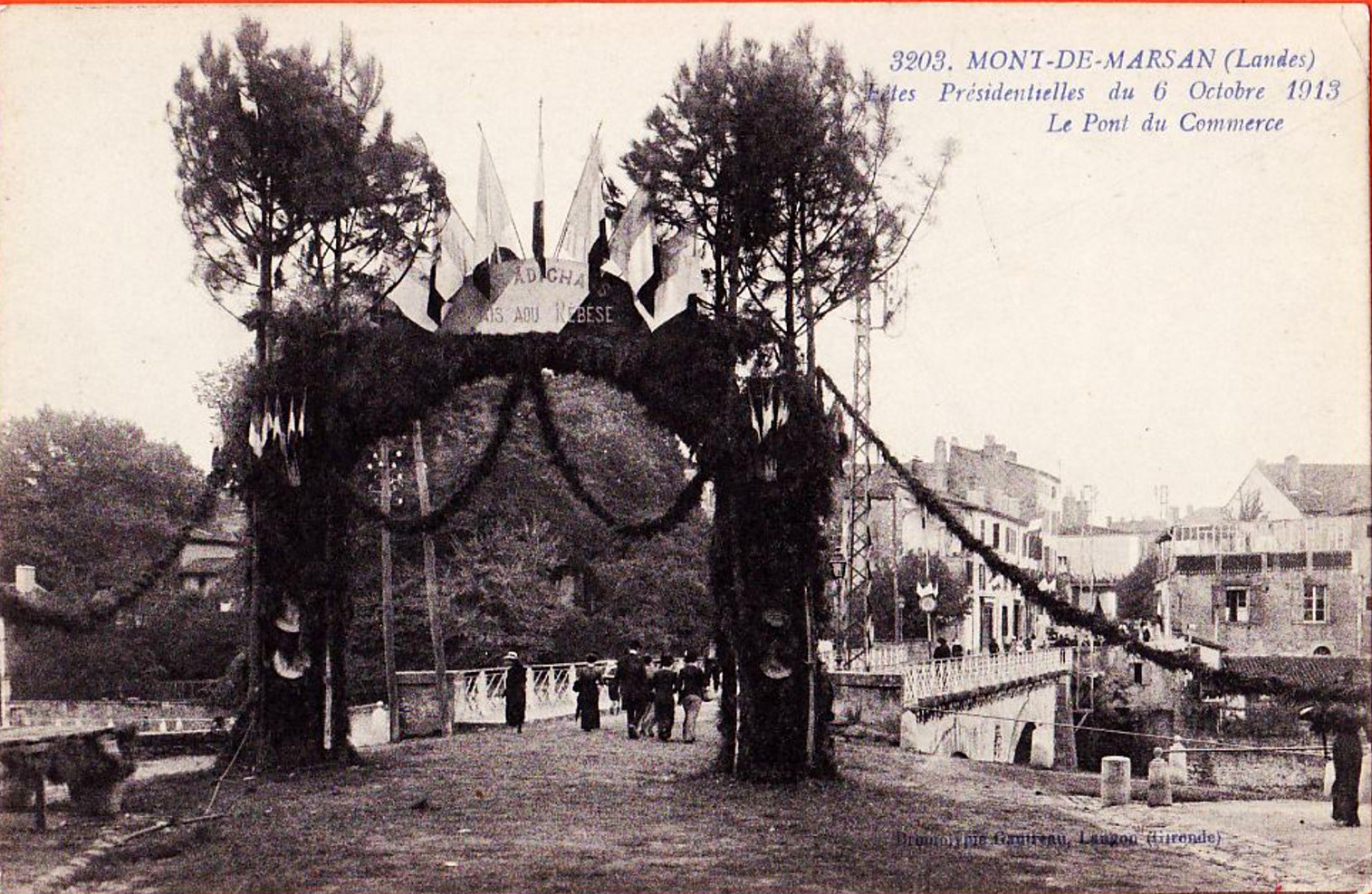
Pont du commerce décoré pour le passage du cortège présidentiel de Raymond Poincaré le 6 octobre 1913.

La 7e étape du Tour de France 2023 passe par le pont des Droits-de-l'homme en direction de Roquefort puis de Bordeaux après un départ de la place Joseph-Pancaut.

### Dans les arts
Un tableau de peint en 1872 par Jean-Baptiste Corot est intitulé Les bords de la Midouze, Mont-de-Marsan. Vue prise sous le Pont du Commerce

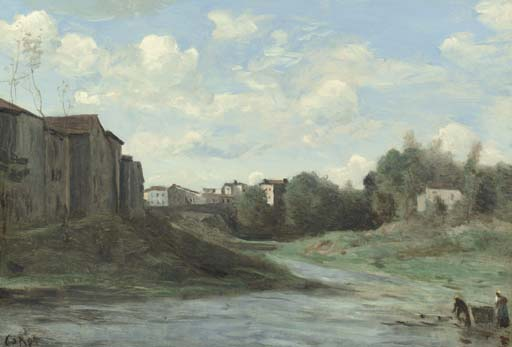

## Galerie
Photo ancienne

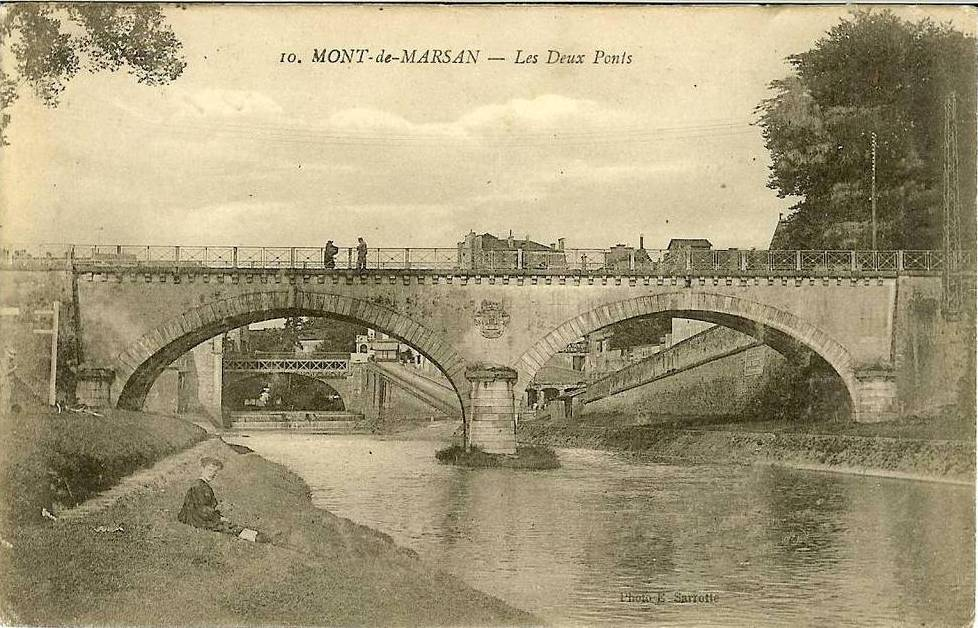
Photo ancienne du pont du commerce vu des berges de la Midouze
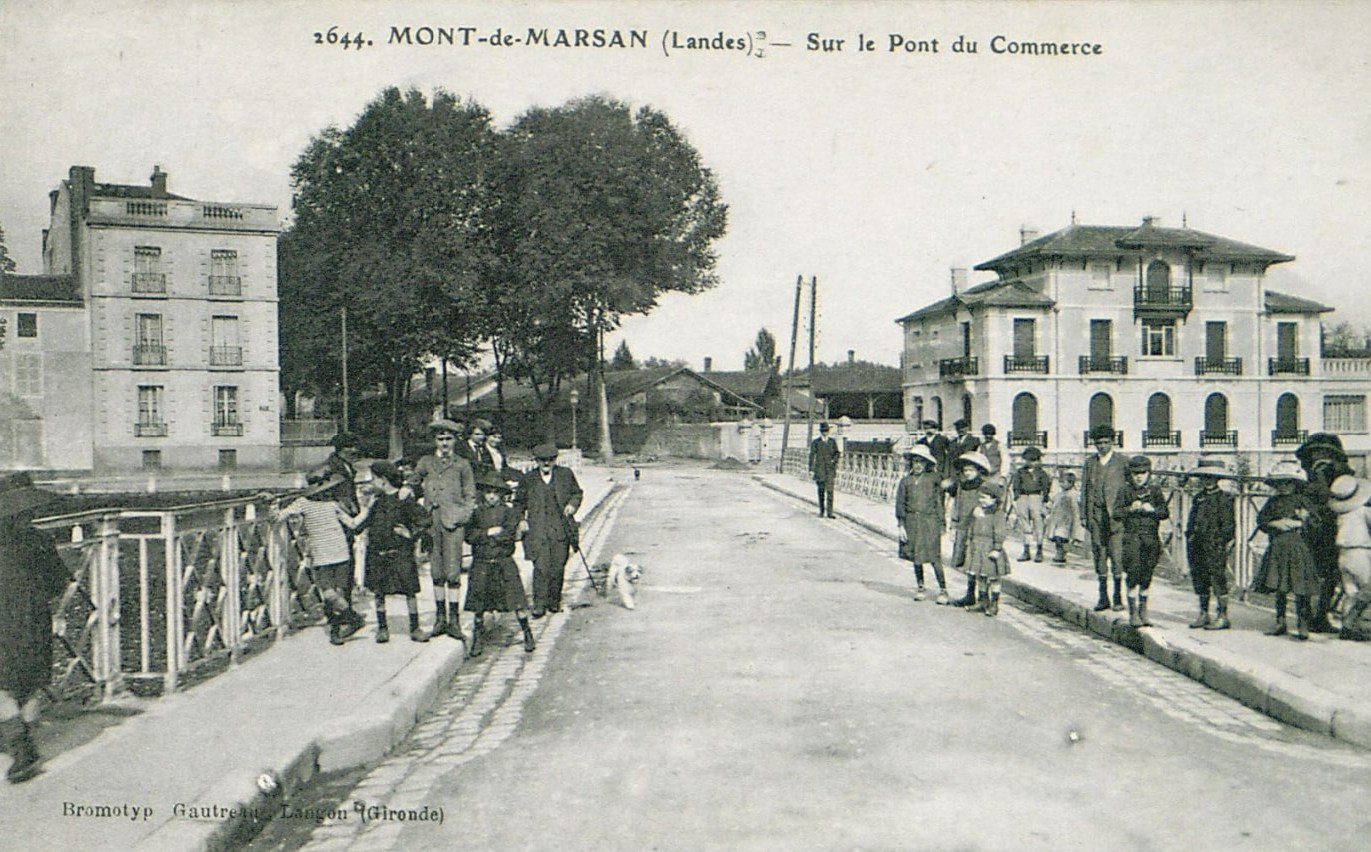
Sur le pont du Commerce et façade de la Villa Mirasol

Blason

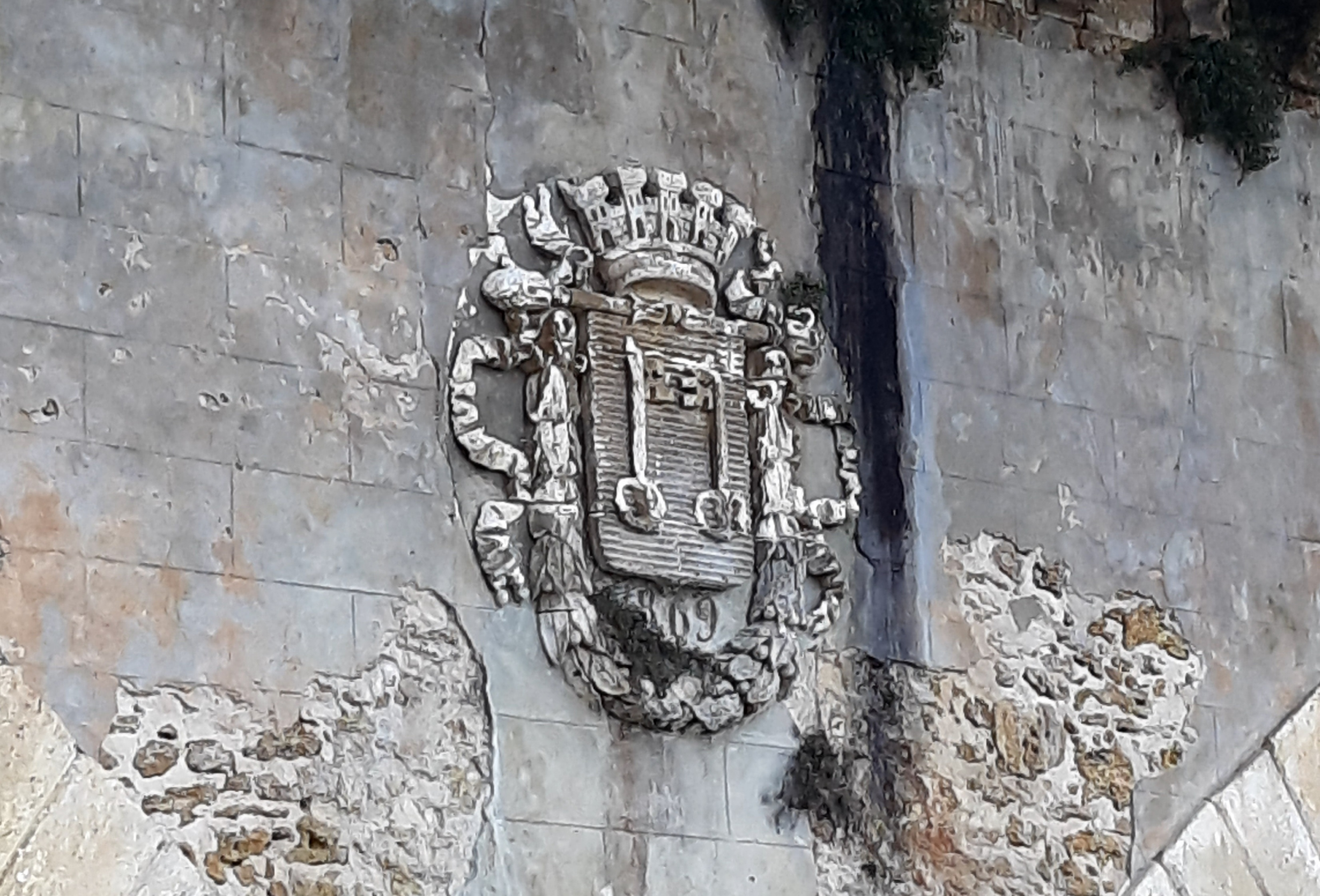
Blason de Mont-de-Marsan et date de 1869, année de la construction du pont